# Mutare
Mutare (Umtali fins al 1982) és una ciutat situada al país africà de Zimbàbue, té una població aproximada de 193.629 habitants i és la capital de la província de Manicalàndia.

## Etimologia
La paraula Mutare significa "una peça de metall". El nom va ser probablement adoptat a causa del fet que en un riu que corre per la vall Penhalonga es va descobrir or, i com la ciutat més propera al riu era aquesta, li va ser posat el nom de Mutare pels nadius de la zona.

## Història
Mutare va ser fundada el 1897 com una fortalesa, a una distància de 8 km de la frontera amb Moçambic, i està a només 290 km del port de Beira de Moçambic, Mutare posseeix el títol d'"Accés de Zimbàbue al Mar", encara que de vegades és anomenada també "El portal de la Serra Oriental". A la ciutat hi ha una estació de tren de la línia ferroviària de Beira a Harare amb un taller mecànic per a ferrocarrils.
La zona va ser propietat del cap Mutasa kraal. El 1890 se li van donar a Coquhoun els drets de concessió i Fort Umtali (que més tard es va convertir en la fortalesa Mutare) es va establir entre els rius Tsambe i Mutare. El 1891 la fortalesa va ser traslladada a un lloc conegut actualment com a Mutare Vell, uns 14 km al nord del centre de la ciutat. El 1896 la construcció del ferrocarril entre Beira i Bulawayo va portar a la ciutat una estació de tren i es va traslladar per tercera vegada a fi d'estar més propera a la línia de ferrocarril, la indemnització abonada per la Companyia Britànica de Sud-àfrica a la gent del poble va ser el cost de la mudança. La ciutat es va proclamar com a municipi el 1914 i el 1971 se li va concedir el títol de ciutat estat. El nom va ser canviat oficialment d'Umtali a Mutare (el seu nom nadiu original) el 1982.

## Clima
Malgrat la seva ubicació tropical, la ciutat té un clima temperat. La temperatura mitjana anual és de 19 °C, sorprenentment baixa per a la seva altura mitjana (aproximadament la mateixa que la d'Harare, l'altura mitjana de la qual és 360 metres més alta). Això es deu a la seva situació en contra de la muntanya de Cecil Kop que encoratja brises fresques de baixa altitud, a l'est i al sud. El mes més fred és juliol (8,5 °C mínim i 20,5 °C màxim) i el mes més càlid és gener (amb un mínim de 17 °C i un màxim de 26 °C), encara que, com en gran part de Zimbàbue, octubre té els dies més calorosos (27 °C). La precipitació anual és 818 mm. Plou principalment en els mesos de desembre a febrer, encara que és possible l'apirició d'aiguats abans i després d'aquest període. El mes més humit de la història va ser gener de 1926, ja que va rebre 580 mm, mentre que el més sec va ser gener de 1991, que tan sols va rebre 24 mm.

## Ubicació
La ciutat està situada al nord de les Muntanyes Bvumba i al sud de la Vall Imbeza. La ciutat és la seu del Museu de Mutare, la Casa Museu dedicada Fairbridge Kingsley, la Galeria Nacional de Zimbàbue, el Murahwa Hill conegut per les seves pintures rupestres i el poble de l'Edat de Ferro Cruz Kopje amb un monument als ciutadans de Zimbàbue i Moçambic morts a la Primera Guerra Mundial i una reserva natural. També és la seu de la Universitat d'Àfrica, que és una universitat panafricana amb al voltant de 1.200 estudiants.
A Mutare arriba diàriament un tren de passatgers i mercaderies amb enllaços a les ciutats de Nyazura, Rusape i Harare.

## Ciutats agermanades
- Haarlem, Països Baixos
- Portland, Estats Units (des de 1991)